# Thông tấn xã Ả Rập Syria
Thông tấn xã Ả Rập Syria hay Hãng thông tấn nhà nước Syria như một số báo chí tiếng Việt thường dịch (tiếng Ả Rập: الوكالة العربية السورية للأنباء (سانا), phiên sang chữ Latinh: al-Wakālah al-ʿArabīyah as-Sūrīyah lil-ʾAnbāʾ, viết tắt là SĀNĀ hay SANA) là hãng thông tấn do Nhà nước Syria sở hữu, dưới quyền quản lý của Bộ Thông tin nước này. Hãng thành lập vào năm 1965.

## Giám đốc
- Fawaz Jundi (1965–1966)
- Hussein al-Awdat (1966–1971)
- Marwan al-Hamwi (1971–1975)
- Saber Falhout (1975–1991)
- Fayez al-Sayegh (1991–2000)
- Ali Abdul Karim (2000–2002)
- Ghazi al-Zeeb (2002–2004)
- Dr. Adnan Mahmoud (2004–2011)
- Ahmad Dawa (2011–2017)
- Abderrahim Ahmed (2017–2021)
- Iyad Wannous (2021–nay)